# Gašnica
Gašnica je naseljeno mjesto u sastavu općine Bosanska Gradiška, Republika Srpska, BiH.

## Stanovništvo
| Gašnica            |              |
| Godina popisa      | 1991.        |
| Srbi               | 417 (94,13%) |
| Hrvati             | 1 (0,23%)    |
| Muslimani          | 0            |
| Jugoslaveni        | 17 (3,84%)   |
| ostali i nepoznato | 8 (1,80%)    |
| ukupno             | 443          |